# Ray Wilson (labdarúgó)
Ramon "Ray" Wilson, MBE (Shirebrook, 1934. december 17. – 2018. május 15.) világbajnok angol válogatott labdarúgó.
Az angol válogatott tagjaként részt vett az 1962-es és az 1966-os világbajnokságon, illetve az 1968-as Európa-bajnokságon.

## Sikerei, díjai
Everton
- Angol kupa (1): 1966

Anglia
- Világbajnok (1): 1966
- Európa-bajnoki bronzérmes (1): 1968